# Poligny (Jura)
Poligny es una comuna nueva francesa situada en el departamento de Jura, de la región de Borgoña-Franco Condado.

## Historia
Fue creada el 1 de enero de 2025, en aplicación de una resolución del prefecto de Jura de 4 de diciembre de 2024 con la unión de las comunas de Poligny y Vaux-sur-Poligny.

## Demografía
Según los datos aportados en la última resolución del prefecto de Jura, la comuna pasa a tener 4460 habitantes.

## Composición
| Comuna delegada  | Código INSEE | Población (2022) | Superficie (km²) | Densidad (hab./km²) |
| ---------------- | ------------ | ---------------- | ---------------- | ------------------- |
| Poligny          | 39434        | 4089             | 50.22            | 81                  |
| Vaux-sur-Poligny | 39548        | 82               | 1.26             | 65                  |